# 제21회 가치봄영화제
제21회 가치봄영화제는 2020년 11월 5일에 열린 시상식이다.

## 수상 및 후보

### 대상
- 까치발 - 권우정 수상

### 우수상
- 미명 - 김대철 수상

### LG헬로비전 인권상
- 말리언니 - 임대청 수상

### 신인감독상
- 나는 - 서예향 수상

### 관객상
- 우리의 연극을 쓰다 - 윤단비 외 2명 수상
- 태몽 - 이태연 수상

### PDFF 경선
- 하굣길 - 강동원
- 미명 - 김대철
- 고백편지 - 신우용
- 나는 - 서예향
- 송지훈 김영민 - 라윤형
- 작년에 봤던 새 - 이다영
- 테일러의 이야기 - 최상순
- 말리언니 - 임대청
- 우리가 꽃들이라면 - 김율희
- 까치발 - 권우정
- 우리의 연극을 쓰다 - 윤단비 외 2명
- 다정을 위한 시간 - 김지현
- Voices - 김하람
- Fanning - 전예진

### 장애인미디어운동
- 먼길 3부작 - 황동욱
- 콜미 - 김민지
- 느릿느릿 달팽이 라디오 - 양동준
- 태몽 - 이태연
- 안, 보이다 - 서빈
- 집에 간 이후 - 조우연
- 당신의 영화 - 권지원

### 한국영화초청
- 나는보리 - 김진유
- 나의 노래는 멀리멀리 - 현진식
- 김다예 선언 - 김다예
- 다은 - 이선영
- 품질관리 - 임찬익
- 존재의 방식 - 김재헌
- 스크린 - 이랑

### 사전제작 지원
- 작년에 봤던 새 - 이다영

### 특별전
- 우주의 끝 - 한병아
- 누구는 알고 누구는 모르는 - 배꽃나래
- 호랑이와 소 - 김승희
- 신의 딸은 춤을 춘다 - 변성빈